# Liste der Ehrenbürger der Universität Innsbruck
Die Liste der Ehrenbürger der Universität Innsbruck listet alle Personen auf, die von der Universität Innsbruck seit * 1945 zu Ehrenbürgern ernannt wurden, chronologisch sortiert nach dem Jahr der Verleihung.

## Ehrenbürger

### 1950–1959
- 1956: Heinz Oestergaard, Friedrich Swarovski, Wilhelm Swarovski
- 1958: Albert Oesch

### 1960–1969
- 1962: Fritz Kiehn, Konrad Gerhard Lohse, Richard Lorenzi
- 1967: Anton Hinteregger
- 1968: Franz Kröll

### 1970–1979
- 1970: Georg Petrus, Eugen Russ, Günther Schlenck, Alfons Walde
- 1972: Siegmund Werkner
- 1974: Kurt Innerebner, Bruno Pokorny
- 1975: Johannes Broermann, Richard  Kwizda
- 1976: Josef Waldthaler
- 1979: Richard Blaha

### 1980–1989
- 1980: Walter Schwab, Ignaz Zangerle
- 1981: David Kofler, Hubert Senn, Viktoria Stadlmayer, Franz Vittur
- 1983: Hubert Klingan, Albert Mair
- 1986: Werner Feld, Gordon H. Mueller
- 1987: Otto Seibert
- 1988: Hubert Lemmerer, Michael Pega, Oskar Wötzer
- 1989: Herbert Paulhart

### 1990–1999
- 1990: Albert Pittracher, Heribert Rams, Armin Sautter
- 1991: Friedhelm Hilterhaus
- 1993: Dietmar Bachmann, Helmut Bachmann, Erika Koch, Carol Wolf
- 1994: Eberhard Gosch, Herbert Grossmann, Helmut Mader
- 1995: Bernhard Hippler
- 1997: Eva Kirschner, Egon Kühebacher, Hans Rubner, Gudula Wiesmann-Ficker, Günther Ziernhöld
- 1998: Jürgen Lunke, Lothar Müller
- 1999: Siegfried Dillersberger, Helmut Holzmann, Romuald Niescher, Bruno Wallnöfer, Kurt L. Weithaler, Guido Wolfinger

### 2000–2009
- 2001: Hellmut Buchroithner
- 2002: Ewald Flir, Ernst Raas, Pierre Séguy
- 2003: Rupert Amann, Robert Gismann, Ruey-Shan Wu, Ortrun Zuber-Skerritt
- 2005: Hartwig Chromy, Werner Plunger, Hubert Prachensky, Lois Weinberger
- 2006: Günther Bischof, Ludwig Call
- 2007: Walter Methlagl, Jürgen Weiss
- 2008: Harald Gohm, Michael Klein, Peter Lukác, Armin Wolf, Joseph Zoderer
- 2009: George Sosnovky

### 2010–2019
- 2010: Marjan Cescutti, Peter Gröbner, Günter Unterleitner
- 2011: Wolf Frühauf
- 2012: Guido Holzmeister, Christoph Oberrauch, Turi Werkner
- 2013: Heinrich Zanon
- 2014: Günther Andergassen
- 2016: Karl Franz Pichler
- 2017: Maria Crepaz, Gerhard Crepaz, Josef Mitterer, Markus Vallazza
- 2018: Elisabeth Blanik, Johann Popelak
- 2019: Herbert Bauer, Friedrich Pfäffli

### Seit 2020
- 2021: Hermann Niedermayr, Veronika Sandbichler
- 2022: Sabine Gruber, Sabine Weiss
- 2023: Gabriela Dür, Rainer Seyrling
- 2024: Tanja Eiselen, Margarethe Hochleitner[1]